# Siedlung (Städtebau)

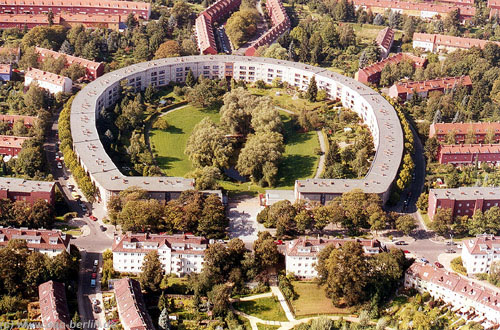
Hufeisensiedlung in Berlin

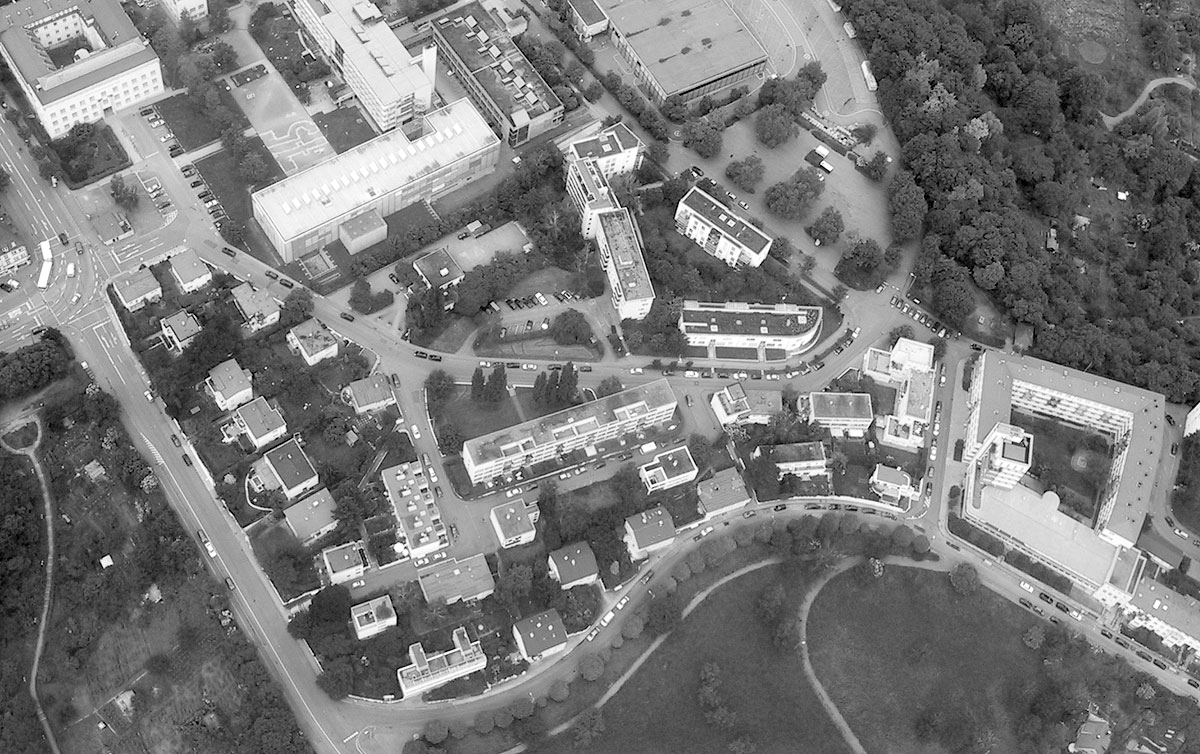
Luftbild der Weißenhofsiedlung in Stuttgart

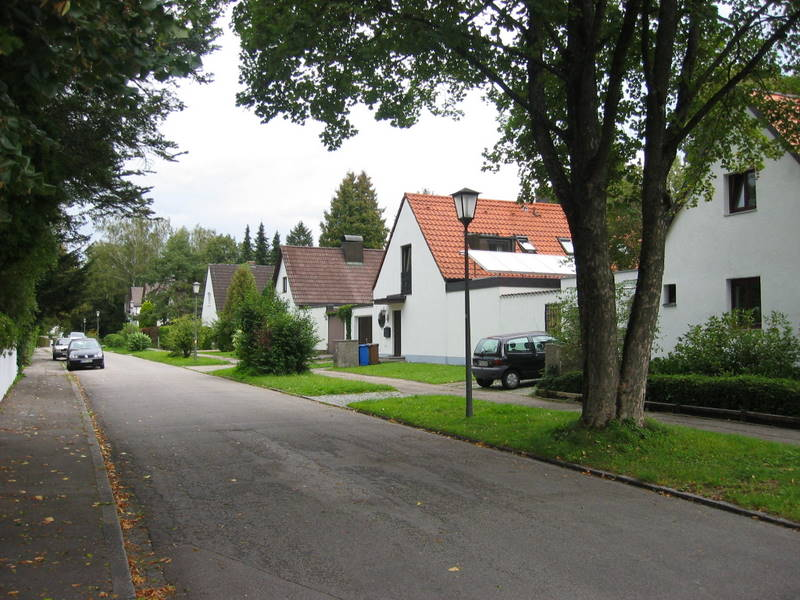
Siedlerhäuser der NS-Mustersiedlung Ramersdorf von 1934

Der Begriff Siedlung beschreibt im städtebaulichen Sinne eine zusammenhängende und aufeinander abgestimmte Gruppierung von Gebäuden nach einem entworfenen Plan. Dabei handelt es sich in erster Linie um planmäßige Stadterweiterungen am Stadtrand und um neu angelegte Vororte im Umland einer Stadt, vielfach seit dem späten 19. Jahrhundert im Zuge des Wachstums der Städte durch die Industrialisierung entstanden. Die Gebäude bilden dabei als Bauensemble eine Einheit.
Ältere Siedlungen stehen heute vielerorts als Gesamtanlage unter Ensembleschutz. Siedlungen sind in der Regel Ortsteile vorher bereits bestehender Ortschaften. Häufig – aber nicht notwendigerweise – sind es Wohngebiete in offener Bauweise. Die prägende Bebauung kann sehr unterschiedlichen Charakter haben: Siedlungshäuser, Reihenhäuser oder Hochhäuser sind häufige Bebauungsvarianten. Insbesondere Großwohnsiedlungen bzw. Sozialwohnsiedlungen der Nachkriegszeit stehen seit Jahrzehnten in der Kritik.

## Entwicklung

### Ursprünge und Entwicklung bis 1945

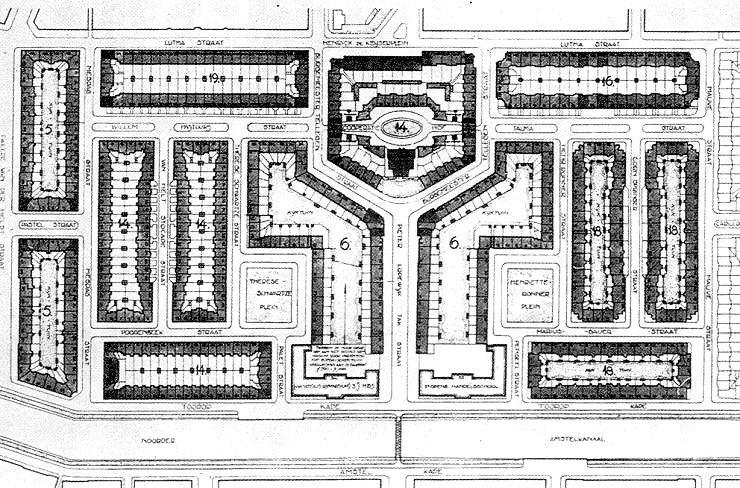
Pläne für den sozialistischen Siedlungsbau De Dageraad (Das Morgenrot) in Amsterdam-Süd von 1919. Ausführung im Stil der Amsterdamer Schule. Planer waren u. a.: Piet Kramer und Michel de Klerk

Das rasante Wachstum der Städte durch die Zuwanderung aus dem ländlichen Raum und steigende Geburtenzahlen während der Industrialisierung im 19. Jahrhundert führten vielerorts zu schlechten Wohnverhältnissen. Die eng bebauten und teils deutlich überbelegten Berliner Mietskasernen mit ihren engen, häufig kaum mit Tageslicht beschienenen Innenhöfen galten als negatives Beispiel.
Auf der anderen Seite entstanden aber im 19. Jahrhundert bereits so genannte Villenkolonien als der Kernstadt vorgelagerte, neu angelegte Stadtteile oder eigene Ortsgründungen. Sie wurden aber in der Regel noch nicht als Siedlungen bezeichnet, sondern eben als Kolonien. Daneben gab es aber bereits damals sogenannte Arbeitersiedlungen. Sie wurden seit dem ausgehenden 19. Jahrhundert teilweise nach den Idealen der Gartenstadt-Bewegung errichtet. Ein besonderes Beispiel hierfür ist die Margarethenhöhe in Essen.
Nach dem Ersten Weltkrieg entstanden Kleinhaussiedlungen aus sogenannten Siedlungshäusern (Kleinsiedlungen). Es waren Siedlungen mit vielfach großen eigenen Grundstücken und teils mit Kleintierställen zur Selbstversorgung oder Subsistenzwirtschaft. Sie sind häufig im Kontext bzw. als Folge der Bodenreformbewegung zu sehen. Bei ihnen wird der Begriff Siedlung teilweise einfach zum Namen des Ortsteils, insbesondere wenn der Kernort eher dörfliche Dimensionen hat, z. B. „Trogen, Ortsteil Siedlung“.
In den 1920er Jahren begann die große Zeit der Siedlungen des sozialen Wohnungsbaus. Häufig sind sie durch Genossenschaften in Zeilenbauweise errichtet. Sie bestehen meist zum großen Teil oder vollständig aus Gebäuden des Geschosswohnungsbaus und folgen oft in der Formgebung der klassischen Moderne. Beispiele dafür sind die Siedlungen der Berliner Moderne, wie die Hufeisensiedlung von Bruno Taut oder Onkel Toms Hütte. In Frankfurt am Main gab es das Wohnungsbauprogramm Neues Frankfurt, durch das unter anderem die Römerstadt, die Heimatsiedlung und die Siedlung Bornheimer Hang entstanden. Federführend bei diesen Projekten war der Architekt und Stadtplaner Ernst May. Gebaut wurden dabei Reihenhäuser, Einfamilienhäuser, aber auch Mehrfamilienhäuser mit zwei bis fünf Geschossen.
Auf der einen Seite wurde mit diesen Siedlungen dringend benötigter Wohnraum geschaffen, auf der anderen Seite konnte der Wohnstandard gegenüber manchen dicht bebauten Quartieren angehoben werden. Dies geschah durch verbesserte hygienische Verhältnisse wie die Anlage separater Toiletten und Waschmöglichkeiten oder auch durch eigene Gärten.
Im nationalsozialistischen Deutschland spielte der Siedlungsbau eine große Rolle; beispielhaft ist die Mustersiedlung Ramersdorf.

### Nach 1945

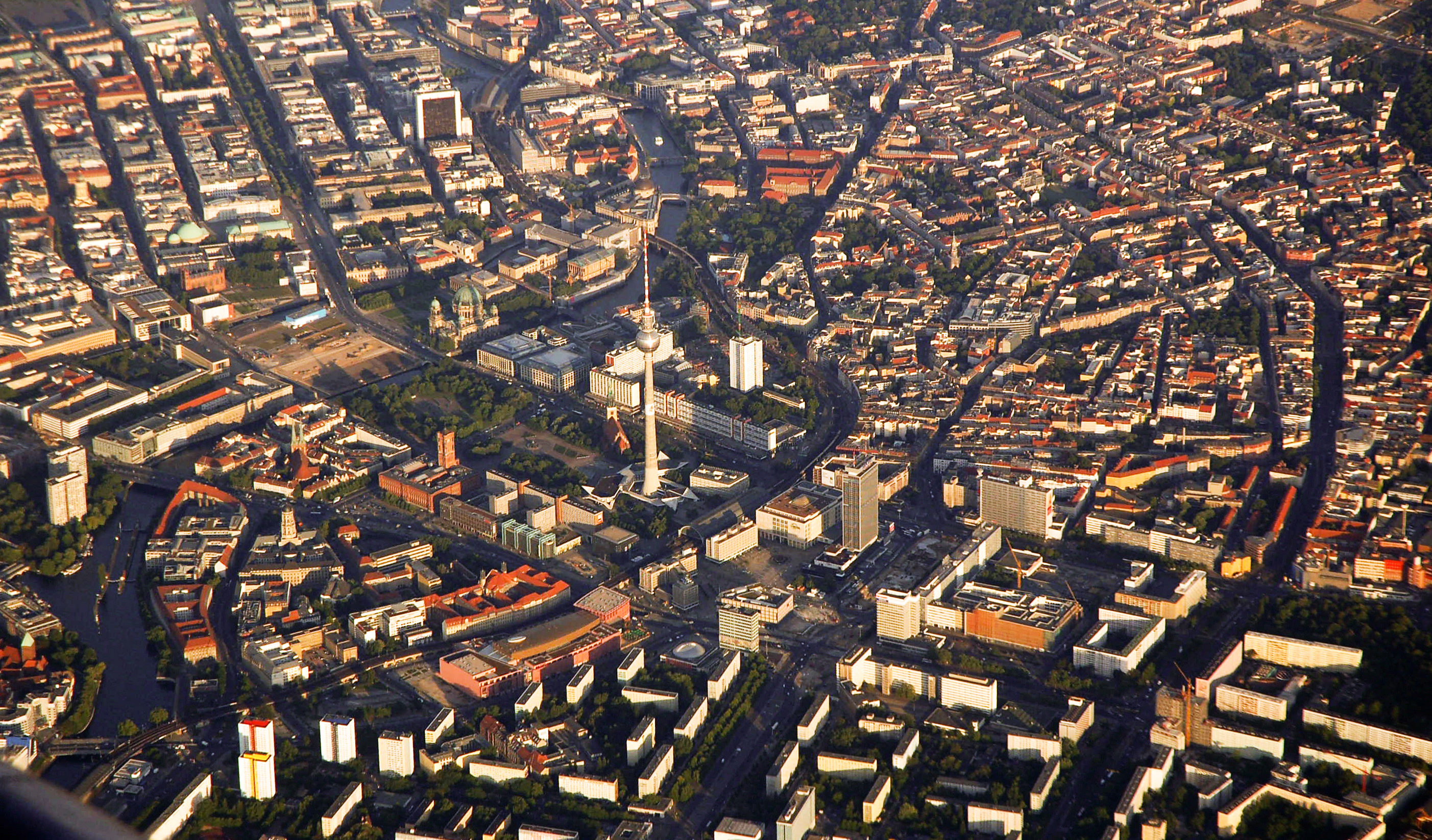
Berlin-Mitte: Luftbild mit Siedlungen in Plattenbauweise in der DDR, dagegen Quartiere in Blockrandbebauung nördlich und westlich des Alexanderplatzes

Nach dem Zweiten Weltkrieg wurden in vielen zerstörten europäischen und vor allem deutschen Städten Siedlungen in einem deutlich größeren Maßstab als Ersatz für die im Luftkrieg zerbombten Häuser gebaut. Die Charta von Athen fand dabei häufig Anwendung. Die Ideen der Trennung der Funktionen Arbeit und Wohnen sowie von weniger eng beieinanderstehenden Gebäuden wurden umgesetzt. Es entstanden aufgelockerte Siedlungen, die sehr energieintensiv waren und für die sehr viel neue Infrastruktur geschaffen werden musste (Straßen, Hausanschlüsse, ÖPNV usw.).
In den 1960er und 1970er Jahren entstanden Großsiedlungen (häufig Sozialbauten) wie in Neuperlach oder Marzahn, die heute häufig als soziale Brennpunkte gelten. Die Probleme entstehen vor allem durch die fehlende soziale und wirtschaftliche Durchmischung, die Dezentralität und die gleichförmige Anonymität der Siedlungen.

## Siedlungen nach 1900
- 1920: Siedlung Schillerpark, Berlin-Wedding
- 1927: Weißenhofsiedlung, Stuttgart
- 1928–1931: Siedlung Neuhausen, München
- 1930–1932: Werkbundsiedlung, Neubühl
- 1955–1962: Siedlung Halen, Herrenschwanden
- 1967: Siedlung Seldwyla, Zumikon
- 1965–1969: Siedlung Salzweg, Altstetten
- 1972–1976: Siedlung Wydäckerring, Albisrieden
- 1980–1982: Documenta urbana, Kassel
- 1992: Siedlung Pilotengasse, Wien
- 1996: Neues Bauen am Horn, Weimar
- 1993–2015: Siedlung Permoserstraße, Ingolstadt
- 2008: Mustersiedlung Hadersdorf, Wien

## Kritik am Siedlungsbau
Nach dem Erkennen der strukturellen Fehler der vor allem seit der Moderne und der Charta von Athen (CIAM) entstandenen aufgelockerten Siedlungen (bzw. Trabantenstädte) kam es Ende der 1980er mit der Bewegung des Neuen Urbanismus (die u. a. mit Team 10 ihren Anfang nahm) zur Wiederentdeckung der Blockrandbebauung und Mischnutzung von Quartieren und damit städtischer Dichte. Demnach unterstütze diese früher durch die Siedlungsplaner beklagte verdichtete und urbane Bebauungsart die Vorzüge städtischen Lebens, in Verbindung mit gesunder sozialer und wirtschaftlicher Durchmischung und einer erheblichen Einsparung von Ressourcen (Anfahrtswege, Heizkosten, Infrastrukturkosten usw.) gegenüber den Siedlungen.